# Колыванский
Колыванский — упразднённый разъезд (тип населённого пункта) в Павловском районе Алтайского края России. На момент упразднения входил в состав Черёмновского сельсовета. Исключен из учётных данных в 2006 г.

## География
Располагался у одноимённого железнодорожного разъеда Западно-Сибирской железной дороги, в 6,5 км (по прямой) к юго-западу от села Черёмное.

## История
Населённый пункт возник в 1953 году в связи со строительством железнодорожного разъезда на линии Барнаул — Кулунда Западно-Сибирской железной дороги.
Исключён из учётных данных в 2006 г.

## Население
По результатам переписи 2002 года на разъезд отсутствовало постоянное население.